# رودني فريتز
رودني فريتز (بالإنجليزية: Rodney Fritz)‏ هو لاعب كرة قدم أمريكية أمريكي، ولد في 8 مايو 1987 في كانساس سيتي في الولايات المتحدة.